# Ярошовец, Василий Степанович
Василий Степанович Ярошовец (4 апреля 1938, село Путиловичи Житомирской области — 22 марта 2018, Киев) — украинский советский партийный деятель. Депутат Верховного Совета УССР 10-11-го созывов.

## Биография
Родился в семье крестьян. В 1960 году окончил Белоцерковский сельскохозяйственный институт.
В 1960—1962 г. — зоотехник районной инспекции по сельскому хозяйству; инспектор государственной инспекции по заготовкам сельскохозяйственной продукции Оратовского района Винницкой области.
В 1962—1963 г. — 1-й секретарь Оратовского районного комитета ЛКСМУ Винницкой области.
В 1963 году вступил в КПСС.
В 1963—1965 г. — главный зоотехник Погребищенского районного производственного колхозно-совхозного управления сельского хозяйства Винницкой области.
В 1965—1968 г. — 1-й секретарь Винницкого районного комитета ЛКСМУ Винницкой области; 2-й секретарь Винницкого областного комитета ЛКСМУ.
В январе 1968 — мае 1970 г. — 1-й секретарь Винницкого областного комитета ЛКСМУ.
В мае 1970 — апреле 1978 г. — секретарь ЦК ВЛКСМ.
В 1978 — инспектор ЦК КПУ.
В 1978—1989 г. — 2-й секретарь Закарпатского областного комитета КПУ. В 1982—1983 г. — советник ЦК КПСС в городе Кандагар (Афганистан).
24 июля 1989—1990 г. — заместитель председателя Комитета народного контроля Украинской ССР. С 1990 г. — начальник Главного управления контрольно-инспекционных служб, начальник Главного управления экономики Министерства агропромышленного комплекса Украины.
10 сентября 1997 — 13 ноября 1998 г. — заместитель министра агропромышленного комплекса Украины.
С ноября 1998 — на пенсии. Президент Национальной ассоциации агроторговых домов Украины. С 2001 — 1-й заместитель председателя Всеукраинского союза сельскохозяйственных предприятий (с 2009 — Аграрного союза Украины).

## Награды
- орден князя Ярослава Мудрого V степени (2008)
- орден Трудового Красного Знамени
- два ордена Знак Почёта
- четыре медали
- заслуженный работник сельского хозяйства Украины